# Unione Sportiva Arsenale 1945-1946
Questa pagina raccoglie le informazioni riguardanti l'Unione Sportiva Arsenale nelle competizioni ufficiali della stagione 1945-1946.

## Rosa
| N. |                   | Ruolo | Calciatore          |
| -- | ----------------- | ----- | ------------------- |
| -  | Italia (bandiera) | P     | Maestroni           |
| -  | Italia (bandiera) |       | Canavesi            |
| -  | Italia (bandiera) | A     | Luigi Silvestri     |
| -  | Italia (bandiera) | A     | Vincenzo Castellano |
| -  | Italia (bandiera) |       | Fiordelmondo        |
| -  | Italia (bandiera) | D     | Bernardel           |
| -  | Italia (bandiera) | C     | Pirami              |
| -  | Italia (bandiera) |       | Parisi              |

| N. |                   | Ruolo | Calciatore        |
| -- | ----------------- | ----- | ----------------- |
| -  | Italia (bandiera) | A     | Bellucco          |
| -  | Italia (bandiera) | C     | Lacerenza         |
| -  | Italia (bandiera) | P     | Furlan            |
| -  | Italia (bandiera) | D     | V. Mignozzi       |
| -  | Italia (bandiera) | A     | Francesco Petagna |
| -  | Italia (bandiera) | A     | Lusso             |
| -  | Italia (bandiera) | C     | Donato Raguso     |
| -  | Italia (bandiera) | A     | Penza             |